# Мотузочка
«Мотузочка» — радянський ляльковий фільм 1990 року Творчого об'єднання художньої мультиплікації студії Київнаукфільм, режисер — Валентина Костилєва.

## Сюжет
Повчальний мультфільм про пригоди кошеняти Тутті і бегемота Топа. Топ і Тутті грають на галявині в хованки. Аж раптом Тутті, намагаючись швидко і надійно сховатися від свого друга, падає в колодязь. Топ відправляється шукати мотузочку, щоб допомогти своєму товаришеві. По дорозі він зустрічає Козу, Свиню і Ворона. Але всі вони вимагають щось натомість. Засмучений Топ йде до ставка. Тут він зустрічає Песика, який і пожертвував своєю мотузкою, хоч вона і була незамінним матеріалом в його плоту. Четвертий мультфільм серії.

## Над фільмом працювали
- Автор сценарію: Жанна Вітензон;
- Кінорежисер: Валентина Костилєва;
- Художник-постановник: Н. Горбунова;
- Композитор: Олег Ківа (у титрах О. Кива);
- Кінооператор: Олександр Костюченко;
- Звукооператор: Віктор Груздєв;
- Мультиплікатори: Жан Таран, Анатолій Трифонов, Елеонора Лисицька;
- Ляльки та декорації виготовили: Анатолій Радченко, Вадим Гахун, В. Яковенко, І. Кіреєв, А. Шевчук;
- Асистенти: Г. Свєчніков, А. Ісаєв, Олександр Ніколаєнко (у титрах О. Николаєнко);
- Монтаж: Юна Срібницька;
- Редактор: Світлана Куценко;
- Директор знімальної групи: М. Гладкова.